# Bulbophyllum colliferum
Bulbophyllum colliferum es una especie de orquídea epifita originaria de Nueva Guinea.

## Descripción
Es una orquídea de pequeño tamaño que prefiere el clima cálido, con hábitos epifita con pseudobulbos cilíndricos, ascendentes, con una única hoja apical, erecta, ligulada a lanceolada, aguda apicalmente, cuneada abajo en la base. Florece desde la primavera tardía hasta el otoño en una  corta inflorescencia de 1.3 cm de largo, con de 2 a 4 flores

## Distribución y hábitat
Se encuentra en Nueva Guinea en los bosques sobre los árboles a una altitud de 400 a 1200 metros.   

## Taxonomía
Bulbophyllum colliferum fue descrita por Johannes Jacobus Smith y publicado en Bulletin du Jardin Botanique de Buitenzorg, sér. 2, 2: 17. 1911
Etimología
Bulbophyllum: nombre genérico que se refiere a la forma de las hojas que es bulbosa.
colliferum: epíteto latino que significa "que crece en las colinas".
Sinonimia
- Bulbophyllum niveosulphureum Schltr.
- Bulbophyllum papulilabium Schltr.
- Pelma colliferum (J.J.Sm.) Szlach. & Kulak	[3][4]